# Lago Verá
O Lago Verá é um dos três maiores lagos do Paraguai, sendo maior que o lago Ypoá, por 3,9 m.